# Kızıl Goncalar
Kızıl Goncalar (deutsch für Rote Knospen) ist eine türkische Fernsehserie, die Mitte Dezember 2023 auf dem regierungskritischen Sender Fox TV Premiere hatte. Die Serie zeichnet sich durch ihre politische Sprengkraft aus, indem sie der türkischen Gesellschaft einen Spiegel vorhält und die tiefen Spaltungen innerhalb des Landes zwischen streng islamisch-religiösen und liberal-progressiven Lebenswelten thematisiert.

## Handlung
Die Serie erzählt die Geschichte von Meryem, die bereits im Alter von 13 oder 14 Jahren mit Naim verheiratet wurde, einem Mitglied des streng islamischen Ordens Faniler. Nach dem verheerenden Erdbeben im Jahr 2023 verlassen sie ihre zerstörte Heimat in Südostanatolien und ziehen nach Istanbul. Dort gerät ihre Tochter Zeynep in Konflikt mit den Traditionen der Gemeinde, was die Familie in eine Krise stürzt.
Kızıl Goncalar behandelt Themen wie Verheiratung im Kindesalter, Gewalt in Koranschulen und den politischen Einfluss islamischer Sekten in der Türkei, was auf eine tiefgreifende Kritik am aktuellen gesellschaftlichen und politischen Klima im Land hinweist.

## Besetzung
| Schauspieler     | Charakter             |
| ---------------- | --------------------- |
| Özgü Namal       | Meryem Tezel          |
| Özcan Deniz      | Levent Alkanlı        |
| Mert Yazıcıoğlu  | Cüneyd Güneş          |
| Erkan Avcı       | Sadi Hüdayi Güneş     |
| Hazal Türesan    | Beste Özdemir Alkanlı |
| Mert Turak       | Naim Tezel            |
| Şerif Erol       | Suavi Alkanlı         |
| Selen Öztürk     | Hasna Güneş           |
| Duygu Sarışın    | Hande Alkanlı         |
| Mina Demirtaş    | Zeynep Tezel          |
| Esma Yılmaz      | Mira Alkanlı          |
| Sitare Akbaş     | Birgül Tezel          |
| Asiye Dinçsoy    | Müyesser Yıldız       |
| Melisa Doğu      | Ayza Malikler         |
| Batuhan Yüzgüleç | Affan Malikler        |

## Rezeption
Die Serie hat in der Türkei für erhebliche Kontroversen gesorgt. Von verschiedenen Seiten wurde Kritik geübt, insbesondere von islamisch-konservativen Gruppen und der türkischen Medienbehörde RTÜK, die ein zweiwöchiges Ausstrahlungsverbot und eine Geldstrafe von rund 275.000 Euro gegen Fox TV verhängte. Die Begründung für diese Strafen war der angebliche Verstoß gegen „nationale und moralische Werte“.
Gleichzeitig erhielt Kızıl Goncalar Unterstützung aus der Zivilbevölkerung und von Bürgerrechtlern, vor allem von Zuschauern und einigen politischen Figuren, die die Serie als einen wichtigen Beitrag zur Diskussion über die aktuellen gesellschaftlichen Spaltungen in der Türkei sehen. Die Produzenten der Serie verteidigten ihre Arbeit als einen Versuch der Darstellung der gesellschaftliche Wirklichkeit der Türkei und zur Förderung eines Dialogs über die bestehenden Konflikte.
Die Serie Kızıl Goncalar spiegelt die tiefen gesellschaftlichen und politischen Spaltungen in der Türkei wider und wirft Fragen über die Rolle der Medien in der Auseinandersetzung mit scheinbar kontroversen Themen auf. Die heftigen Reaktionen auf die Serie unterstreichen die angespannte Atmosphäre im Land und die Herausforderungen, mit denen kritische Stimmen konfrontiert sind.